# بازيجيت أتاجيف
بازيجيت أتاجيف (بالقموقية: Bozigit Atay Atawnu ulanı، بالروسية: Бозигит Атавович Атаев؛ مواليد 3 ديسمبر 1979) هو مُقاتل فنون قتالية مختلطة روسي.

## وصلات خارجية
- بازيجيت أتاجيف على موقع شيردوغ (الإنجليزية)
- بازيجيت أتاجيف على موقع IMDb (الإنجليزية)